# Syver Aas
Syver Aas (Skien, 2004. január 15. –) norvég korosztályos válogatott labdarúgó, a Skeid középpályása kölcsönben az Odd csapatától.

## Pályafutása

### Klubcsapatokban
Syver Aas Skien városában született. Az ifjúsági pályafutását a helyi Oddnál kezdte. 
2021-ben mutatkozott be az Odd felnőtt keretében. Először a 2021. június 12-ei, Kristiansund elleni mérkőzés 74. percében, Markus André Kaasa cseréjeként lépett pályára. Első gólját 2021. november 21-én, a Sarpsborg 08 elleni találkozón szerezte meg. A 2023-as szezon egy részében a Skeidnél szerepelt kölcsönben.

### A válogatottban
Aas az U15-östől az U19-esig minden korosztályos válogatottban képviselte Norvégiát.

## Statisztikák
2023. június 11. szerint
| Klub               | Szezon   | Osztály     | Bajnokság | Bajnokság | Kupa  | Kupa | Nemzetközi | Nemzetközi | Összesen | Összesen |
| Klub               | Szezon   | Osztály     | Meccs     | Gól       | Meccs | Gól  | Meccs      | Gól        | Meccs    | Gól      |
| ------------------ | -------- | ----------- | --------- | --------- | ----- | ---- | ---------- | ---------- | -------- | -------- |
| Odd                | 2021     | Eliteserien | 11        | 1         | 1     | 0    | —          | —          | 12       | 1        |
| Odd                | 2022     | Eliteserien | 24        | 0         | 3     | 0    | —          | —          | 27       | 0        |
| Odd                | 2023     | Eliteserien | 2         | 0         | 1     | 0    | —          | —          | 3        | 0        |
| Odd                | Összesen | Összesen    | 37        | 1         | 5     | 0    | 0          | 0          | 42       | 1        |
| Skeid (kölcsönben) | 2023     | OBOS-ligaen | 3         | 0         | 0     | 0    | —          | —          | 3        | 0        |
| Összesen           | Összesen | Összesen    | 40        | 1         | 5     | 0    | 0          | 0          | 45       | 1        |